# 最終少女ひかさ
最終少女ひかさ（さいしゅうしょうじょひかさ）は、札幌を拠点に活動する5人組ロックバンド。

## 概要
ソロのシンガーソングライターとして活動していた但野が「同時期にユニット活動をしていたラモネスを勧誘したことにより始まった」とインタビューで語っている。
音楽性は、ロックを基軸としており、ボーカル、ギター、ドラムは時に攻撃的であるが、ラモネスの鍵盤&コーラスにより絶妙な調和が取れている。これが最終少女ひかさの魅力である。但野が歌う現代社会に訴えかける詞は，唯一無二である。また、鍵盤の音とベースのうねりによりロックがしっかりとロールしている。
バンド名は、Vo.但野が声優である日笠陽子のファンだったことに由来する。

## 経歴
- 2013年 - 北海道札幌市にて結成。
- 2014年 - タワーレコード札幌ピヴォ店限定シングル『関係者でてこい/人生』発売。
- 2015年 - 全国タワーレコード限定シングル『いぎありわっしょい』発売。オリコンインディーズチャート9位。同年8月「ライジング・サン・ロックフェスティバル 2015 in EZO」に出演。
- 2016年 - ファーストフルアルバム『グッドバイ』発売。ディスクユニオン週間インディーズチャート 1位。同年5月，札幌COLONY・東京下北沢シェルターでのワンマンライブ「GEKOKUJO!」を成功。
- 2017年 - 4月24日、解散を発表[2]。同年6月23日、全国ツアー「GEKOKUJO! -2017巣立ち-」ファイナル公演をもって解散した[3]。
- 2025年 - 3月4日、再結成を発表[4]。

## メンバー
但野正和 -（ただの　まさかず）ボーカル、ギター。
ラモネス - （らもねす）鍵盤。
山田駿旗 - （やまだ　しゅんき）ギター。ダシュンキ。
小野寺宏太 - （おのでら こうた） ベース、コーラス。KOTA、こうた君。
イワノユウハタチ - （いわのゆうはたち）ドラム。岩野最終少年など様々な呼び方あり。

## ディスコグラフィー

### シングル
|     | 発売日       | タイトル           | 規格品番   | 収録曲                                                                             | 備考                                             |
| --- | ------------ | ------------------ | ---------- | ---------------------------------------------------------------------------------- | ------------------------------------------------ |
| 1st | 2015年3月4日 | いぎありわっしょい | DDCB-94006 | 1. いぎありわっしょい 2. ピカピカ 3. こっち見んな 4. 関係者でてこい -tkrism remix- | Lucky Hell/SPACE SHOWER MUSIC タワーレコード限定 |

### アルバム
|      | 発売日        | タイトル         | 規格品番   | 収録曲 | 備考                                  |
| ---- | ------------- | ---------------- | ---------- | --- | ------------------------------------- |
| 1st  | 2016年4月6日  | グッドバイ       | DDCB-14035 | 1. B 2. さよならDNA 3. ハローアゲイン 4. 媚を売れ 5. ラブソング 6. まりこさん 7. すし喰いたい 8. 商業音楽 9. かつき 10. 関係者でてこい-onodera ver.- 11. いぎありわっしょい-yuumin ver.- 12. TKB8 | SPACE SHOWER NETWORK オリコン最高62位 |
| mini | 2017年3月22日 | 最期のゲージュツ |            | 1. A.N.Z.N. 2. ハルシオン 3. レイラ 4. Rolling Lonely review 5. 半分人間 6. ロリータ 7. さよなら最終少女                                                                                          |                                       |

## ミュージック・ビデオ
| 監督     | 曲名                                                      |
| 小嶋貴之 | 「いぎありわっしょい」「さよなら DNA」                    |
| 不明     | 「B」「あーりんわっしょい」「関係者でてこい」「商業音楽」 |

## 主なライブ

### ワンマンライブ・主催イベント
- 2016年05月14日〜19日 - 最終少女ひかさ 1stアルバム「グッドバイ」レコ発ワンマン「GEKOKUJO!」

### 出演イベント
- 2014年07月05日 - 見放題2014
- 2014年09月28日 - THEラブ人間決起集会「下北沢にて」プレイベント
- 2015年01月12日 - マウントアライブ/COLONY共催 ～きょうのうた～ 2
- 2015年01月27日 - DONUT presents ROCK'N'ROLL SHOWCASE
- 2015年01月29日 - OWARINOHAJIMARI Vol.2
- 2015年03月07日 - mihoudai.tokyo'15
- 2015年03月14日 - HAPPY JACK 2015
- 2015年03月15日 - TENJIN ONTAQ 天神音たく
- 2015年04月04日 - 高円寺周遊フェスBOYS ON DREAM～一生青春!!～
- 2015年04月19日 - 音楽と人LIVE 2015 ローリング・サンダー・レビュー
- 2015年05月15日・23日 - アーバンギャルド2015 春を売れ! SPRING SALE TOUR
- 2015年05月30日 - Shimokitazawa SOUND CRUISING 2015
- 2015年06月14日 - POWER OF LIFE～魁～そらぷちキッズキャンプ支援プロジェクト
- 2015年07月04日 - 見放題2015
- 2015年08月10日 - Beat Happening!GREATEST 3MAN PANIC!MAX!
- 2015年08月15日 - ライジング・サン・ロックフェスティバル 2015 in EZO
- 2015年09月06日 - OTODAMA'15～音泉魂～
- 2015年09月19日 - チリヌルヲワカ Presentsツーマンイベント「ヲワカとダレカ」
- 2015年09月23日 - モーモールルギャバン Tour 2015 「Would you be my friend?」～ Champs-Elysées de ツーマン ～
- 2015年09月26日 - 夢チカLIVE VOL.104
- 2015年09月30日 - 戸渡陽太10番勝負 Vol.2
- 2015年10月07日 - under the Bridge～サッポロ秋の対バン祭り
- 2015年10月12日 - MINAMI WHEEL 2015
- 2015年10月17日 - SET YOU FREE SUMMER FESTA 2015
- 2015年10月24日 - 見放題×下北沢にてTOUR2015～あのクリームシチューをもう一度～
- 2015年11月10日 - コンテンポラリーな生活 ライブツアー2015 「レッツゴー外道ツアー」
- 2015年11月18日 - スペースシャワー列伝15周年記念公演 第128巻 ～魂響(たまゆら)の宴～
- 2015年11月22日 - 下北沢にて'15
- 2015年12月17日 - Wienners presents みずいろときいろ TOUR
- 2016年01月15日 - バンドじゃないもん! × 最終少女ひかさ 2マンライブ
- 2016年03月05日 - 見放題東京2016
- 2016年03月08日 - ROCKTOWN Spring Collection 2016
- 2016年03月13日 - Beat Happening! 下北沢CIRCUIT PANIC!
- 2016年03月26日 - ピストル・ディスコ 7周年記念東西巡業～わたしの好きな歌～
- 2016年04月05日 - コンテンポラリーな生活「コンテンポラリーな春の2MAN～全国編～」
- 2016年06月04日・12日・08月21日 - THEラブ人間×石崎ひゅーいリリースツアー「メケメケの花」
- 2016年06月05日 - 百万石音楽祭〜ミリオンロックフェスティバル〜2016
- 2016年06月07日 - ガガガSP×SET YOU FREE TOUR 2016
- 2016年06月11日 - 神頼みフェス'16
- 2016年06月19日 - YATSUI FESTIVAL! 2016
- 2016年06月29日 - 「サルベージ計画 vol.5」
- 2016年07月02日 - 見放題2016
- 2016年07月04日 - Impact!
- 2016年07月06日 - HEY,GUYS!! ～Silence or Shout? ～
- 2016年08月09日 - HOT STUFF presents Ruby Tuesday 11
- 2016年08月10日 - @JAM MEETS vol.3
- 2016年09月18日 - TOKYO CALLING 2016
- 2016年09月24日 - ロッケンロー★サミット2016～道玄坂邪道六弦頂上決戦～
- 2016年10月14日 - No Maps presents Sapporo Neutral 2016
- 2016年10月18日 - L&P Attractive presents Heat Soul Party vol.3マン 50分勝負!
- 2017年06月23日 - 札幌sound lab moleでワンマンラストライブ。これをもって解散。